# Черек
Черек (кабард. Шэрэдж
, карач.-балк. Чере́к — діалектне «річка», рос. Черек) — річка в Кабардино-Балкарії, права притока Баксана. Довжина річки — 79 км, площа басейну — 3070 км².
Черек утворюється злиттям Черека Балкарського (довж. 54 км) і Черека Безенгійського (довж. 46 км) біля села Бабугент.
На рівнині Черек, який виходить зі скель, розтікається по широкій заплаві, утворюючи рукави і протоки, найбільш великими з яких є річки: Урвань, Біла Річка, Старий Кахун.
Живлення в основному снігове і льодовикове. Паводковий режим. Сплавна.
Населені пункти на річці: Бабугент, Кашхатау, Зарагиж, Аушигер, Псигансу, Старий Черек, Нижній Черек, Псинабо, Майський.

## Галерея. Черецька тіснина

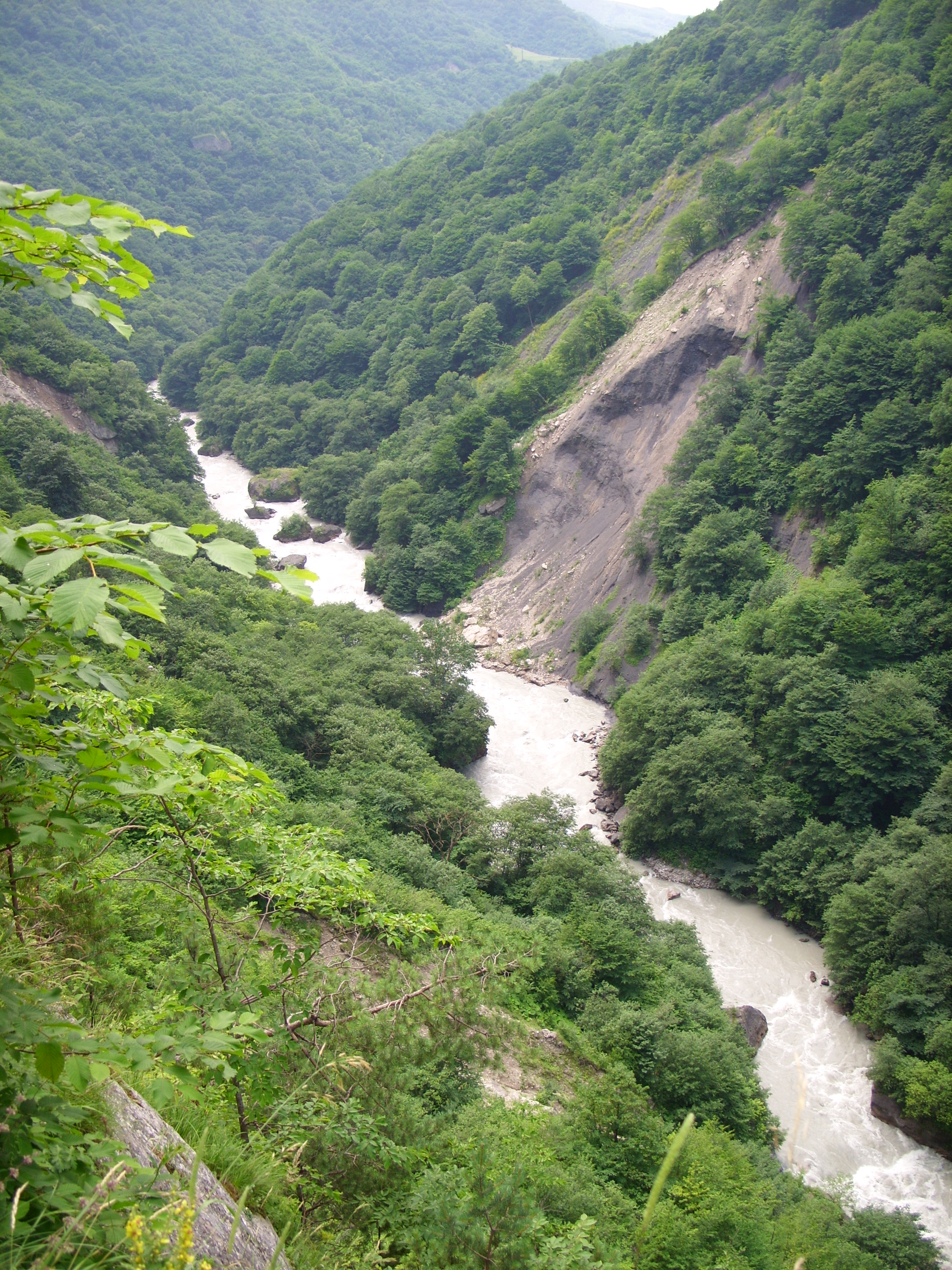
Черек. Липень 2009 року
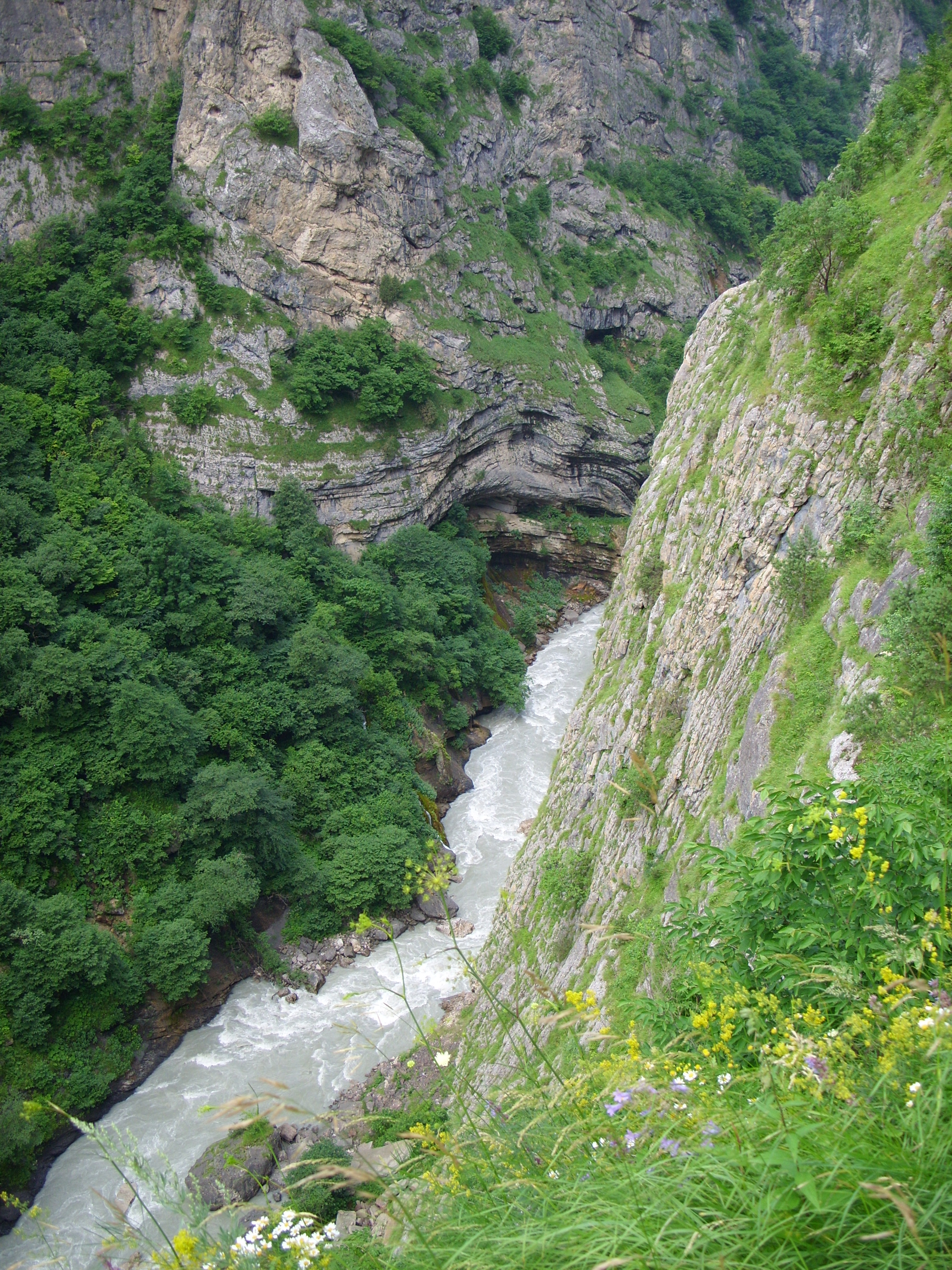
Черек. Липень 2009 року
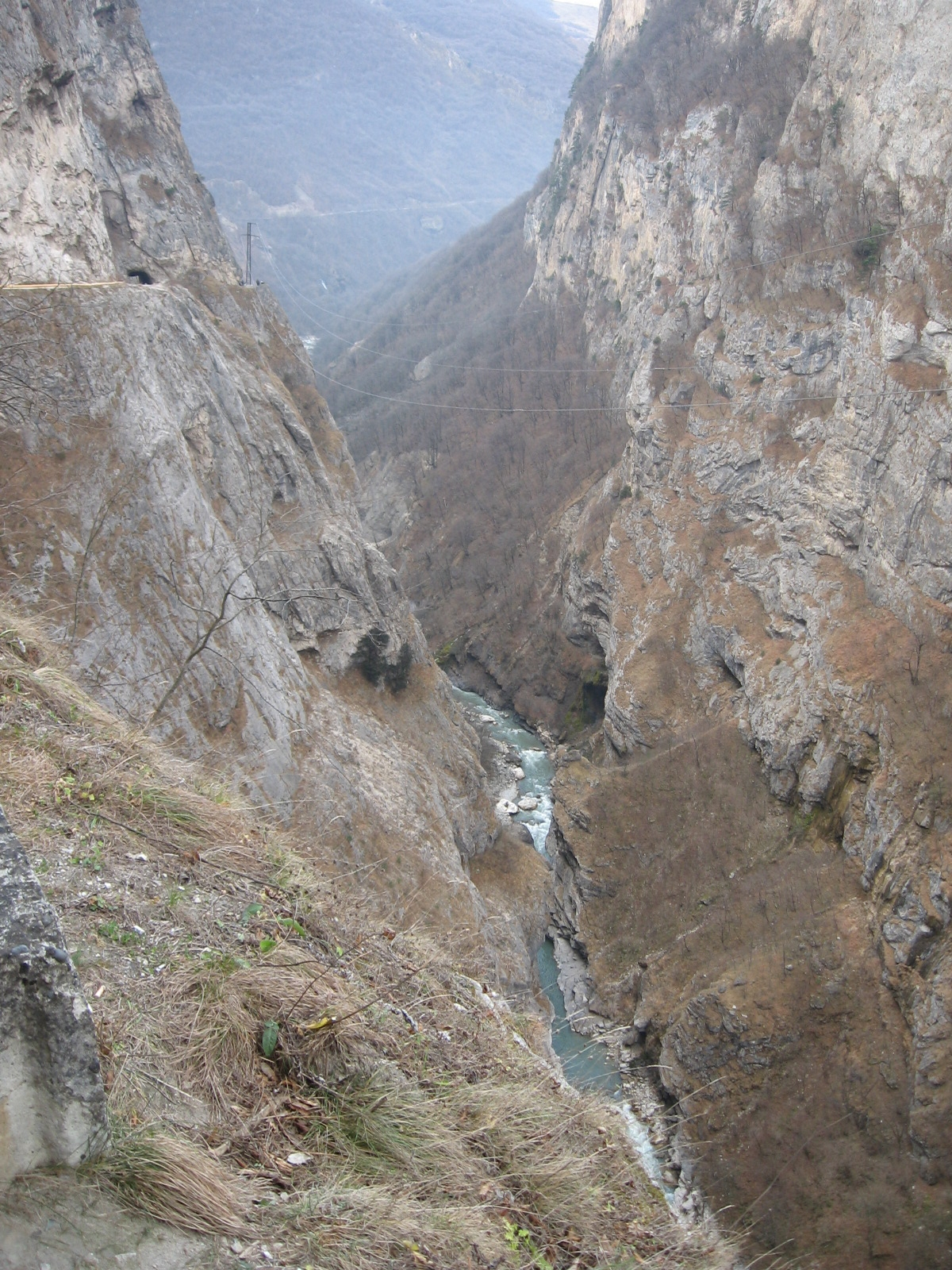
Черек. Липень 2009 року
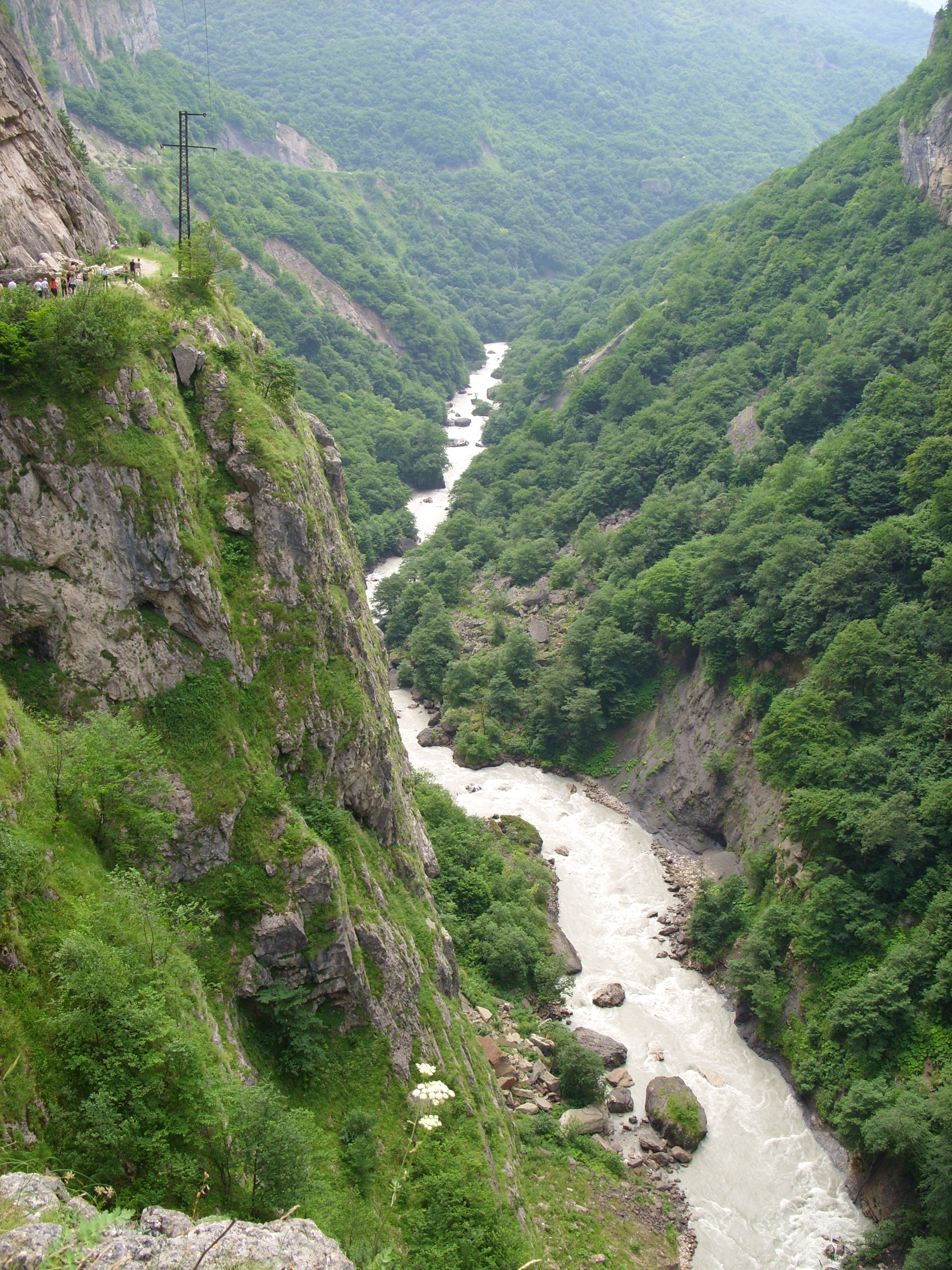
Черек. Липень 2009 року